# Uranotaenia srilankensis
Uranotaenia srilankensis är en tvåvingeart som beskrevs av EL Peyton 1974. Uranotaenia srilankensis ingår i släktet Uranotaenia och familjen stickmyggor.
Artens utbredningsområde är Sri Lanka. Inga underarter finns listade i Catalogue of Life.